# Îlet Haut
 (mars 2018).
Si vous disposez d'ouvrages ou d'articles de référence ou si vous connaissez des sites web de qualité traitant du thème abordé ici, merci de compléter l'article en donnant les références utiles à sa vérifiabilité et en les liant à la section « Notes et références ».
Îlet Haut est un petit village reculé dans les montagnes qui se situe dans les hauteurs du cirque de Cilaos à l'île de la Réunion. 
Elle est surnommée Îlet haute car elle se situe en hauteur par rapport au lit de la rivière. Ce lieu était occupé par des esclaves réfugiés qui s'appelaient les marrons aux XVIIIe et XIXe siècles, ils fuyaient le chasseur d'esclaves François Mussard. 
Aujourd'hui cet endroit est habité par quelques habitants. Le lieu est accessible uniquement par randonnée situé sur la route nationale 5 au niveau du lieu-dit Pavillon. Arrivé à cet endroit une vue surplombe les cirques. Ce village traverse différentes ville tels que Cilaos, Palmiste Rouge et Peterboth. Auparavant  il n'y avait pas de route donc ce sentier permettait aux individus d'accéder aux villes urbaines.